# Tripogon ravianus
Tripogon ravianus là một loài thực vật có hoa trong họ Hòa thảo. Loài này được Sunil & Pradeep mô tả khoa học đầu tiên năm 2001.